# Dolní Kamenice (Česká Kamenice)
Dolní Kamenice je část města Česká Kamenice v okrese Děčín. Nachází se na západě České Kamenice. Dolní Kamenice je také název katastrálního území o rozloze 5,08 km². V katastrálním území Dolní Kamenice leží i Filipov a Huníkov.

## Historie
První písemná zmínka o vesnici pochází z roku 1457.

## Obyvatelstvo
Při sčítání lidu v roce 1921 v Dolní Kamenici žilo 980 obyvatel (z toho 444 mužů), z nichž bylo třicet Čechoslováků, 939 Němců, jeden příslušník jiné národnosti a deset cizinců. Kromě 25 evangelíků, tři členů nezjišťovaných církví a devíti lidí bez vyznání byli římskými katolíky. Podle sčítání lidu z roku 1930 měla Dolní Kamenice 1 025 obyvatel: 72 Čechoslováků, 945 Němců, jednoho příslušníka jiné národnosti a sedm cizinců. Většina 883 osob se hlásila k římskokatolické církvi, ale žilo zde také 41 evangelíků, dvacet členů církve československé, devět příslušníků nezjišťovaných církví a 72 lidí bez vyznání.
|                                                                         | 1869 | 1880 | 1890 | 1900 | 1910  | 1921 | 1930  | 1950 | 1961 | 1970 | 1980 | 1991  | 2001  | 2011  |
| ----------------------------------------------------------------------- | ---- | ---- | ---- | ---- | ----- | ---- | ----- | ---- | ---- | ---- | ---- | ----- | ----- | ----- |
| Obyvatelé                                                               | 591  | 754  | 786  | 922  | 1 064 | 980  | 1 025 | 707  | 799  | 793  | 773  | 1 289 | 1 095 | 1 102 |
| Domy                                                                    | 77   | 88   | 92   | 97   | 116   | 121  | 130   | 154  | —    | 125  | 103  | 153   | 156   | 180   |
| Počet domů z roku 1961 je zahrnut v domech místní části Česká Kamenice. |      |      |      |      |       |      |       |      |      |      |      |       |       |       |

## Pamětihodnosti
- Kaplička stojí severně k Bratrským oltářům
- Měšťanský dům čp. 52, ulice Karolíny Světlé
- Lípa malolistá – památný strom, roste v obci poblíž silnice od Děčína za benzinovým čerpadlem[8]